# Chikka Kuravatti, Ranibennur
Chikka Kuravatti là một làng thuộc tehsil Ranibennur, huyện Haveri, bang Karnataka, Ấn Độ.